# Claude Louis Mathieu

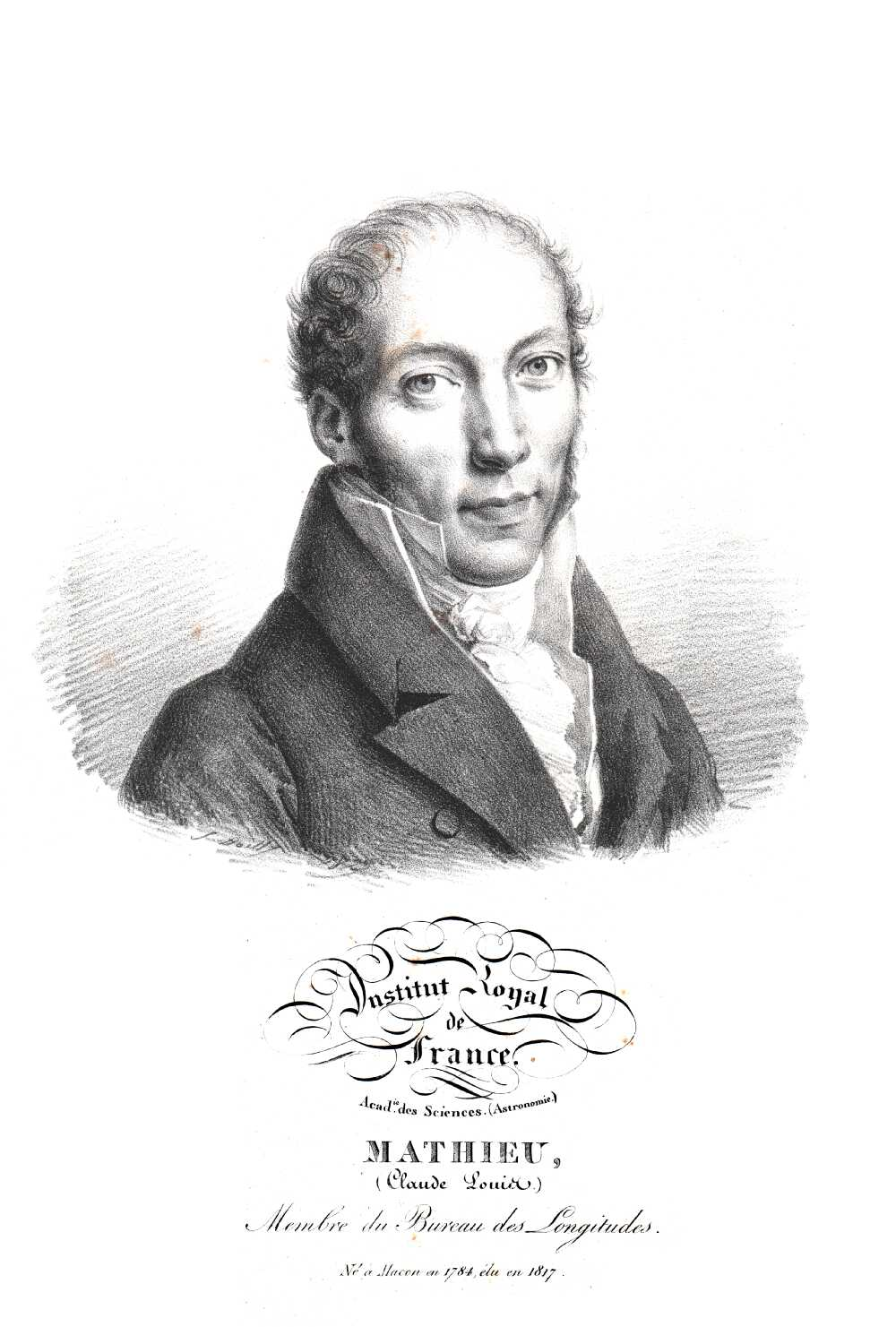
Claude Louis Mathieu

Claude Louis Mathieu (* 25. November 1783 in Mâcon; † 5. März 1875 in Paris) war ein französischer Mathematiker und Astronom.
Mathieu arbeitete besonders über Populationsstatistik und Entfernungsbestimmung. Ab 1817 hatte er eine Stellung beim Bureau des Longitudes. Später wurde er Professor am Collège de France und 1829 Professor an der École polytechnique. Er war seit 1817 Mitglied der Académie des sciences. In der Antarktis ist der Mathieu Rock nach ihm benannt.